# Acrasia (bướm đêm)
Acrasia là một chi bướm đêm thuộc họ Geometridae.